# South Pacific Trail
South Pacific Trail è un film del 1952 diretto da William Witney.
È un western statunitense a sfondo musicale con Rex Allen, Estelita Rodriguez e Slim Pickens. È un remake di The Great Train Robbery del 1941 e di The Last Bandit del 1949.

## Trama
Rex Allen, Slim Pickens e i Rhythm Riders, braccianti di un ranch che lavorano presso un ricco uomo dell'Arizona, Carlos Alvarez, perdono tutti il lavoro a causa di Link Felton, che ha pianificato un crimine da lui considerato perfetto. Sa che in una certa data la Comanche Limited trasporterà un milione di dollari in oro da Chicago. Ha trovato un binario nascosto che porta dentro ad un tunnel minerario abbandonato, a poche miglia dalla tenuta di Alvarez. Vuole  dirottare il treno, farlo entrare nel tunnel, farlo saltare in aria dentro il tunnel, e quando esso sarà esploso, estrarre l'oro. Non è di suo interesse che fine faranno i passeggeri. Alvarez ha problemi con sua nipote Lita che si è innamorata di Rodney Brewster, attore e cacciatore di fortuna di Chicago. Alvarez, dopo essere stato a Chicago per interrompere questa storia d'amore, torna al suo piano riguardante l'assalto della Comanche Limited.

## Produzione
Il film, diretto da William Witney su una sceneggiatura di Arthur E. Orloff, fu prodotto da Edward J. White, come produttore associato, per la Republic Pictures e girato dal 25 giugno 1952 (tra le location l'area di Burro Flats in California).

## Distribuzione
Il film fu distribuito negli Stati Uniti dal 20 ottobre 1952 al cinema dalla Republic Pictures. È stato distribuito anche in Brasile con il titolo Emboscada Sangrenta.

## Promozione
Tra le tagline:
- HERE IS REX AT HIS FIGHTING BEST! WITH SIX GUN BLAZING AND FISTS FLYING TO EVEN A SCORE WITH A KILLER GANG THAT BROUGHT TERROR TO THE WEST!
- THIS IS IT! REX'S MOST THRILLING ACTION-CRAMMED ADVENTURE! A MILLION IN GOLD HI-JACKED BY THE WORST BUNCH OF OUTLAWS THAT EVER TERRORIZED THE WEST!
- ONE MAN AND A BLAZING SIX-GUN...STANDING ALONE...THE ONLY OBSTACLE BETWEEN THE WEST'S BOLDEST GANG AND A MILLION DOLLARS IN HI-JACKED GOLD!